# Saint-Martin-des-Pézerits
Saint-Martin-des-Pézerits – miejscowość i gmina we Francji, w regionie Normandia, w departamencie Orne.
Według danych na rok 1990 gminę zamieszkiwało 113 osób, a gęstość zaludnienia wynosiła 24 osoby/km² (wśród 1815 gmin Dolnej Normandii Saint-Martin-des-Pézerits plasuje się na 773. miejscu pod względem liczby ludności, natomiast pod względem powierzchni na miejscu 907.).